# Stanovništvo Malte
Stanovništvo Malte najvećim dijelom čine Maltežani, a najveća manjina u državi su Britanci, od kojih su najveći broj umirovljenici koji su se u kasnijoj životnoj dobi preselili na Maltu.
Prema popisu stanovništva iz 2005., koji je uključivao i strance koji su na Malti minimalno godinu dana, broj stanovnika države bio je 404.039, od čega su žene činile 50,3%, a muškarci 49,7%. Prema dobnim skupinama, 17,1% bili su građani ispod 14 godina starosti, 68,2% između 15 i 64 godine, te ostalih 13,7% iznad 65 godina starosti.
Maltežani je izraz koji se u najširem smislu koristi za sve stanovnike Malte. Maltežani govore posebnim jezikom, (malteškim), članom arapske skupine semitskih jezika i uz standardni malteški ima nekoliko drugih dijalekata.
U užem smislu izraz Maltežani označava autohtono domorodačko stanovništvo, odnosno semitsku etničku grupu koja potječe od drevnih feničanskih kolonista, čiji potomci su se s kroz vijekove miješali s Rimljanima, Arapima, Normanima, Talijanima i drugim osvajačima.
Maltežani su svoj nacionalni identitet izgradili i na vlastitom malteškom jeziku, a konačno ga formirali u 20. stoljeću kao reakciju na iredentistička pretezanja susjedne Italije.
Maltežana u svijetu danas ima 600,000. Po vjeri su uglavnom katolici.